# Rue Déodat-de-Séverac
La rue Déodat-de-Séverac est une voie du 17e arrondissement de Paris, en France.

## Situation et accès
La rue Déodat-de-Séverac est une voie publique située dans le 17e arrondissement de Paris. Elle débute au 80, rue de Tocqueville et se termine au 19 bis, rue Jouffroy-d'Abbans. 

## Origine du nom
Elle porte le nom du compositeur Déodat de Séverac (1872-1921), chantre de la musique régionale,.

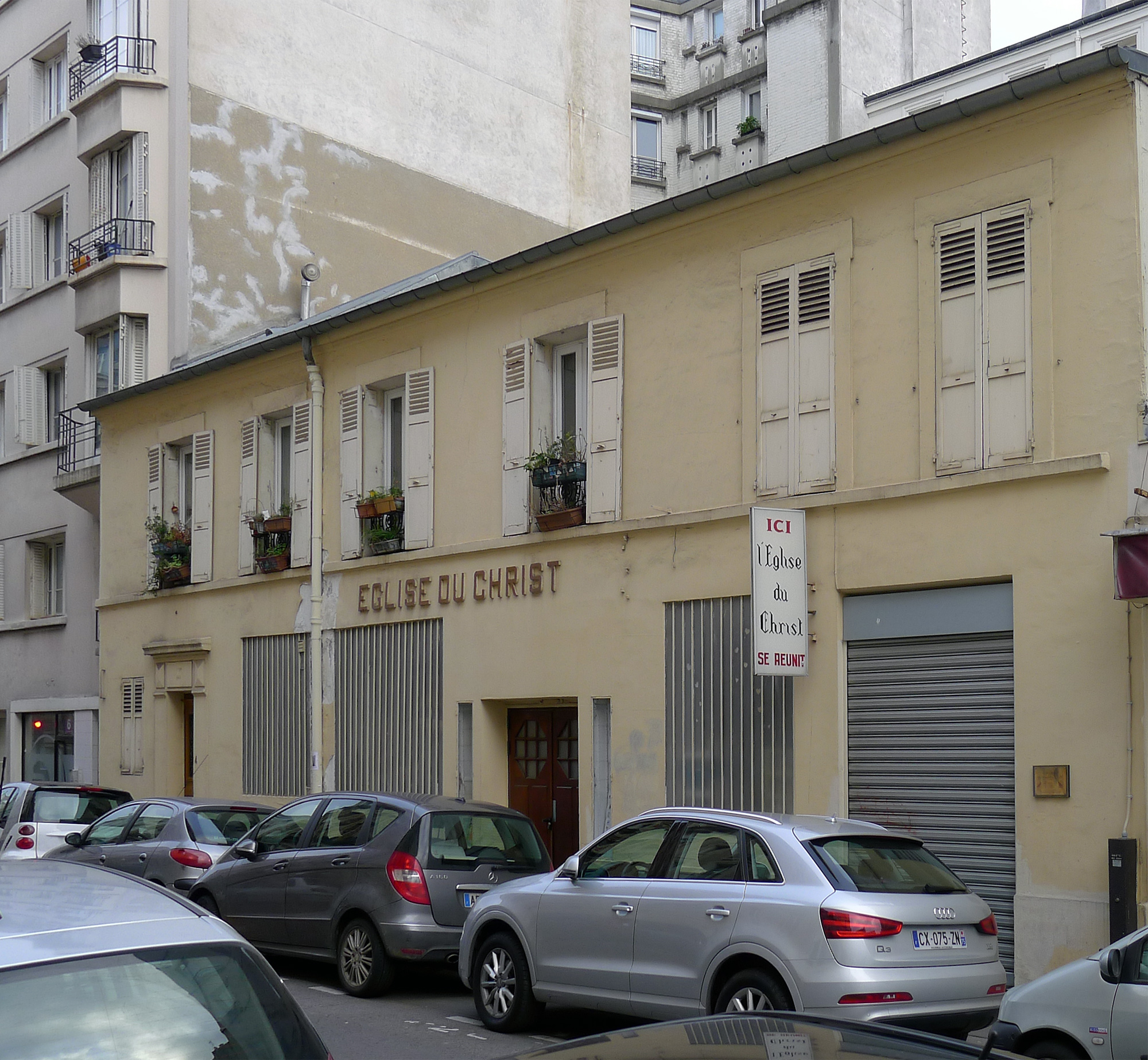
Église du Christ.

## Historique
Cette rue a été détachée par arrêté du 17 août 1938 de la rue des Fermiers pour recevoir son nom actuel,.